# Zhenetskyi Huk
Zhenetskyi Huk (ukrainsk: Женецький Гук) eller Huk-vandfaldet ligger ved Zhenets-floden ca. 9 km fra landsbyen Tatariv, Nadvirna Raion, Ivano-Frankivsk Oblast i det vestlige Ukraine . Vandfaldet er 15 meter højt . Lokale beboere navngav det Huk på grund af den støj, der høres fra det.
Zhenetskyi Huk ligger i de Østlige Karpater (indre østlige karpater) Karpatiske Nationale Naturpark Gorgany-bjergryggen og på turistruten til bjerget Homiak.